# Tau Cancri
Tau Cancri (τ Cancri, förkortad Tau Cnc, τ Cnc), som är stjärnans Bayer-beteckning, är en ensam stjärna i norra delen av stjärnbilden Kräftan. Den har en skenbar magnitud av 5,42 och är synlig för blotta ögat där ljusföroreningar ej förekommer. Baserat på parallaxmätning inom Hipparcosuppdraget på ca 11,9 mas, beräknas den befinna sig på ett avstånd av ca 274 ljusår (84 parsek) från solen.

## Egenskaper
Tau Cancri är en gul till vit jättestjärna av spektralklass G8 III och ingår i röda klumpen på horisontella grenen, vilket anger att den genererar energi genom fusion av helium i dess kärna. Den har en massa som är ca 2,4 gånger solens massa, en radie som är ca 7,8 gånger solens radie och avger ca 40 gånger mer energi än solen från dess fotosfär vid en effektiv temperatur på ca 5 200 K.
Tau Cancri är en mikrovariabel, som visar en variation av skenbar magnitud på 0,04 enhter.